# Nina Eggert
Nina Eggert (nacida como Nina Fischer, Neumünster, RFA, 12 de marzo de 1977) es una deportista alemana que compitió en triatlón. Ganó tres medallas en el Campeonato Europeo de Ironman entre los años 2005 y 2007.

## Palmarés internacional
| Campeonato Europeo | Campeonato Europeo   | Campeonato Europeo | Campeonato Europeo |
| Año                | Lugar                | Medalla            | Prueba             |
| ------------------ | -------------------- | ------------------ | ------------------ |
| 2005               | Fráncfort (Alemania) | Medalla de plata   | Individual         |
| 2006               | Fráncfort (Alemania) | Medalla de plata   | Individual         |
| 2007               | Fráncfort (Alemania) | Medalla de bronce  | Individual         |